# Franz Cumont
Franz-Valéry-Marie Cumont, né à Alost le 3 janvier 1868 et mort à Woluwe-Saint-Pierre le 20 août 1947, est un historien, épigraphiste, archéologue et philologue belge.

## Biographie
Après des études secondaires à l’Athénée royal de Bruxelles, Franz Cumont sort diplômé en philosophie et lettres de l’université de Gand en 1887, puis complète ses études à Berlin, Vienne et Paris. Il devient professeur à l'université de Gand, de 1892 à 1910. Il dirige plusieurs importantes expéditions archéologiques en Syrie et en Turquie ; ses recherches portent particulièrement sur les cultes polythéistes antiques et notamment sur le culte de Mithra, dont il propose une vision nouvelle dans son ouvrage Les Mystères de Mithra (1900). En 1936, il reçoit le prix Francqui.
Franz Cumont a joué un rôle important à l'origine de l'Academia Belgica de Rome, fondée en 1939, et pendant les premiers temps de son existence. Il a légué sa bibliothèque et ses archives scientifiques à cette institution.
Son buste en plâtre fut exécuté par Philippe Besnard en 1915. Il se trouve à l'Academia Belgica à Rome. Un autre buste de Cumont fut réalisé en marbre par Eugène-Jean de Bremaecker en 1955. Il se trouve à l'Académie Royale de Belgique à Bruxelles.
Franz Cumont est membre de l'Académie roumaine.

## Ouvrages
- Les Mystères de Mithra, 1900
- Les Religions orientales dans le paganisme romain (1905), Geuthner, 1929, 339 p.[3]
- L'Égypte des Astrologues, 1937
- Lux Perpetua, Geuthner, 1949, 524 p.[4]
- Les Syriens en Espagne et les Adonies à Seville, 1927
- Le Temple aux gradins découvert à Salihiyeh et ses inscriptions, 1923
- Deux autels de Phénicie, 1927
- Les Fouilles de Salihiyeh sur l'Euphrate, 1923
- Un sarcophage d'enfant trouvé à Beyrouth, 1929

## Bibliotheca Cumontiana
- F. Cumont, Lux perpetua, B. Rochette, A. Motte (eds.), Turnhout, Brepols Publishers, 2010,  (ISBN 978-88-8419-423-7)
- F. Cumont, Les religions orientales dans le paganisme romain, C. Bonnet, F. Van Haeperen (eds.), Turnhout, Brepols Publishers, 2010,  (ISBN 978-88-8419-289-9)
- F. Cumont, Astrologie, D. Praet, B. Bakhouche (eds.), Turnhout, Brepols Publishers, 2015,  (ISBN 978-90-74461-79-5)